# Elene Naveriani
Elene Naveriani, född 1985 i Tbilisi, är en georgisk-schweizisk filmskapare. Hen är bland annat känd för långfilmerna Wet Sand och Smak av björnbär, filmer som tar upp livet av att leva i utkanten av samhället. Naveriani identifierar sig ickebinär och har sedan tidigt 2010-tal varit baserad i Schweiz.

## Biografi

### Uppväxt och studier
Naveriani växte upp i en stor familj, i Tbilisi-stadsdelen Tsereteli. Hen minns familjelivet som en trygg period men upplevde svårigheter att anpassa sig till den hårdare sociala miljön i skolan. Som tonåring uteblev Naveriani konstant från skolan under de tre sista skolåren.
Intresset för film startade i tidiga år, och att gå på bio var för Naveriani ett sätt att fly undan den hårda verkligheten. Hen inspirerades bland annat av Vittorio De Sicas film Miraklet i Milano, en film om fattiga människor och deras ömsesidiga stöd och nätverkande.
Naveriani studerade fram till 2003 måleri vid den statliga Konstakademin i Tbilisi, och 2007 tog hen examen vid skolan. Under fem års tid under nollnolltalet arbetade hen på konstkollektivet LOTT. 2011 avlade hen en masterexamen i kritisk teori och antropologi vid Högskolan i konst och design i Genève (HEAD), varefter följde studier i filmvetenskap som avslutades 2014 med filosofie kandidatexamen. Examenfilmen Les Évangiles d'Anasyrma uppmärksammades för sitt distinkta uttryck och blev ett tidigt exempel för Naverianis filmskapande där osynliga historier synliggörs och berättelserna oftast handlar om människor i utkanten av samhället.

### Tidiga filmer
Hens första långfilm, I Am Truly of Drop of Sun on Earth, hade premiär 2017 på Rotterdams filmfestival. Historien kretsar kring människor "på marginalen" i Tbilisi, inklusive prostituerade/sexarbetare och en manlig nigeriansk flykting som rest i tron att han skulle komma till amerikanska Georgia (både landet och delstaten heter Georgia på engelska). Filmen är inspelad i Naverianis födelseland, ett Georgien som har en starkt homofobisk och HBTQ-negativ kultur. Filmen vann under 2017 och 2018 priser på minst sju olika internationella filmfestivaler. Kortfilmen Red Ants Bite, visad även den på Rotterdams filmfestival två år senare och den nominerad till Prix du cinéma suisse, kretsar kring två nigerianska invandrare i Tbilisi och deras försök att finna trygghet i en osäker miljö.
Många av Naverianis ofta dialogfattiga kortfilmer tar sin utgångspunkt olika HBTQ-miljöer. Detta är tydligt bland annat i Father Bless Us, Les Évangiles d'Anasyrma och Red Ants Bite, med historier kring lesbiska, bögar och/eller transpersoner.
Naverianis andra långfilm blev Wet Sand. Den presenterades 2021 vid filmfestivalen i Locarno, i sektionen Cineasti del Presente. Filmen, en schweizisk-georgisk samproduktion om bybor vid den georgiska svartahavskusten som tror sig känna varann, belönades bland annat med Prix de Soleure; detta schweiziska filmpris på 60 000 schweizerfrancs går till filmer med humanitära ambitioner. Filmen nominerades även till Prix du cinéma suisse, i klassen för fiktion.

### Smak av björnbär, mottagande
2023 kom Smak av björnbär (originaltitel: Shashvi shashvi maq’vali och med engelsk/internationell titel Blackbird Blackbird Blackberry), Naverianis tredje långfilm. Den hade internationell premiär vid Quinzaine des Cinéastes, en del av filmfestivalen i Cannes. Filmen tillhörde de nominerade till European Film Awards, och huvudrollsinnehavaren Eka Chavleishvili fick en egen nominering. Filmen är baserad på Tamta Melashvilis roman från 2020 om "Etero", en medelålders ensamlevande kvinna i en liten by någonstans i Georgien. Tack vare en oväntad händelse förmår den 48-åriga "oskulden" sig till steg mot ett mer socialt liv, inklusive ett kärleksäventyr. Huvudrollsinnehaverskan Eka Chavleishvili hade redan spelat en mindre roll i Wet Sand och var Naverianis förstahandsvall för rollen. För regissören är berättelsen en universell historia om att känna sig annorlunda, om personlig frihet och problemen att passa in, och recensenter har sett den som en inre kamp mellan lust och längtan efter ensamhet. Filmen vann Georgiens motsvarighet till Guldbaggen, för bästa film, manus och klippning.
Filmen följer Naverianis modell att ge filmerna poetiskt naturklingande titlar, efter I Am Truly a Drop of Sun on Earth (2017) och Wet Sand (2021). Historien om "Etero" handlar också om en kvinna som älskar björnbär. Filmerna om enstöringarna och individerna i marginalen och deras utmaningar har en feministisk grundton där oväntade möten kan väcka nytt hopp. Den avskalade scenografin och färgsättningen i Smak av björnbär har jämförts med filmer av Aki Kaurismäki och tavlor av Edward Hopper.

### Privatliv
Naveriani uppfostrades som flicka men identifierar sig numera som ickebinär och använder det könsneutrala pronomen iel (motsvarande det svenska hen). Hen bor sedan 00-talet i Schweiz men besöker ofta sitt födelseland i långa perioder och har låtit producera alla sina filmer i Georgien där hen vuxit upp.

## Filmografi

### Kortfilmer[6]
- 2011 : Breakfast with Melano
- 2012 : Oranges
- 2012 : Mess Up with Daddy
- 2013 : Father Bless Us
- 2014 : Les Évangiles d'Anasyrma / Gospel of Anasyrma[30]
- 2018 : Le Bœuf volé de Papa Lantsky / Lantsky Papa’s Stolen Ox (samproduktion)
- 2019 : Red Ants Bite

### Långfilmer
- 2017 : Me mzis skivi var dedamicaze / I Am Truly a Drop of Sun on Earth
- 2021 : Wet Sand
- 2023 : Smak av björnbär (Merle Merle Mure / Shashvi shashvi maq’vali / Blackbird Blackbird Blackberry)